# Compagnie d'Ostende
Pour les articles homonymes, voir Ostende (homonymie).
 (novembre 2020).

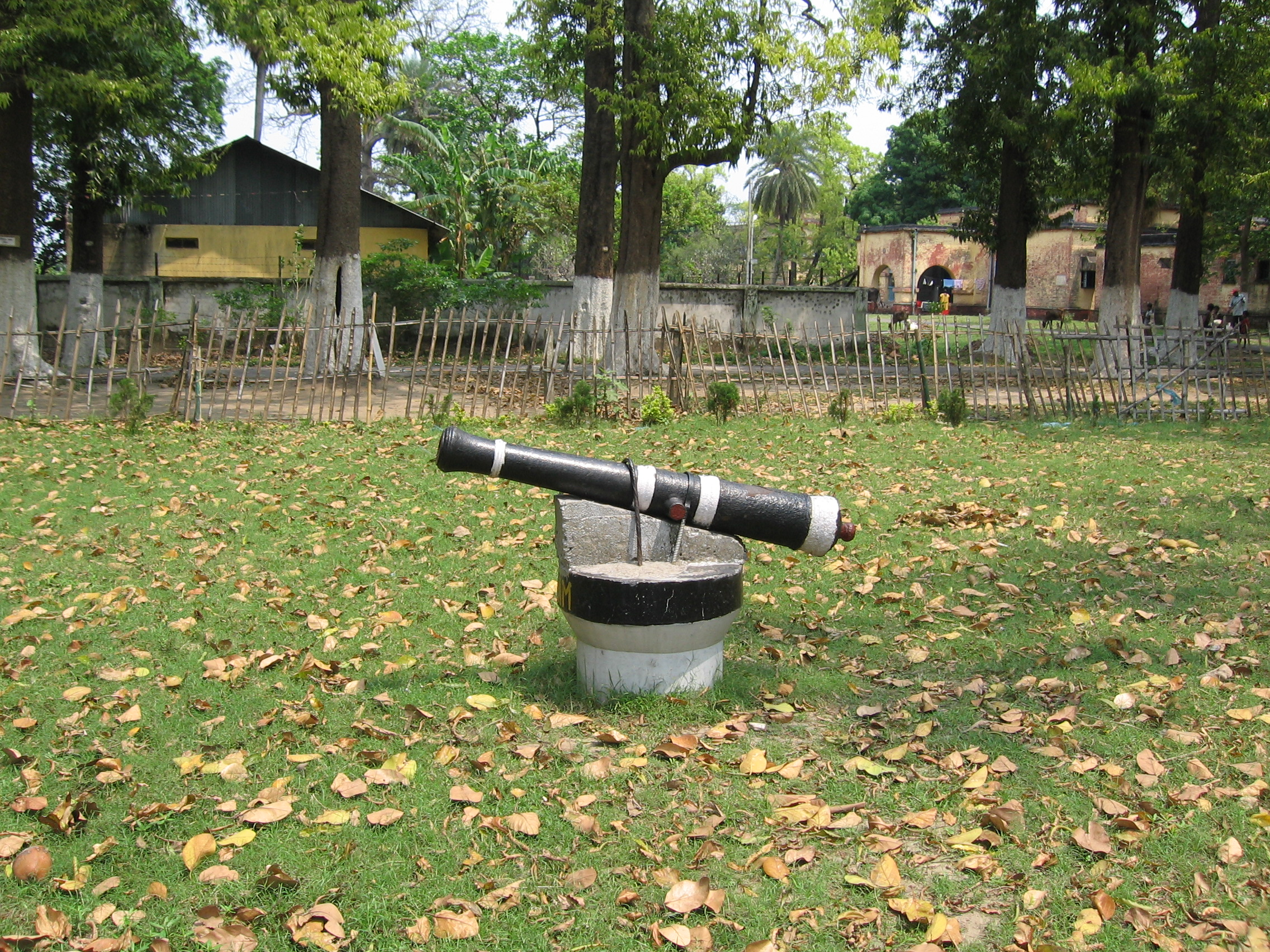
Canon de l'ancienne Compagnie d'Ostende (dans un parc de Nawabgunj-Ichapur)

La Compagnie d'Ostende, dont le nom officiel était Compagnie générale, impériale et royale des Indes, fut une compagnie privée créée dans les Pays-Bas méridionaux au début du XVIIIe siècle pour commercer avec les Indes. Le succès des compagnies néerlandaise, anglaise et française des Indes orientales incita les marchands et armateurs d'Ostende, dans les Pays-Bas méridionaux, dans le Saint-Empire, alors possession personnelles des empereurs de la Maison d'Autriche, à établir des liens commerciaux directs avec les Indes. L'empereur Charles VI encouragea ses sujets à lancer des souscriptions pour la nouvelle compagnie, mais ne garantit pas de charte ou de lettre de patente. La Compagnie fut dissoute en 1731 mais survit à Banquibazar jusqu’en 1744.

## Historique
Dans le but de se créer un nouveau débouché vers la mer, à la suite de la fermeture de l'estuaire de l'Escaut par les Provinces-Unies (traité d’Utrecht de 1713), l'empereur Charles VI charge le Marquis de Prié de préparer le règlement d'une compagnie maritime qui aurait sa base dans les Pays-Bas méridionaux : la ville d’Ostende est choisie. Cette compagnie s'inspire de la constitution de compagnies des Provinces-Unies, d'Angleterre et de France.
Le premier navire de la Compagnie d'Ostende arrive à Balasore, en Orissa, en 1719. Elle reçoit en 1721 un firman du nawab Murshid Quli Khan l’autorisant à établir une factorerie à Bankibazar (aujourd'hui « Ichapur » au Bengale occidental), sur la rive gauche du Hooghly et d'en fortifier l'enceinte. À la suite des représentations pressantes faites par les Anglais et Hollandais, le nawab ordonne que les fortifications soient enlevées. Ce que refusent de faire les Ostendais. Il s'ensuivit un premier conflit (sans doute en 1724). L'atmosphère restera hostile.
Des comptoirs seront également installés à Cabelon (en), Dacca, Danemarnagor (actuellement Gondalpara (en)), Ballasore (sur la côte au sud-ouest de Calcutta), Seydabat et Cassimbazar.

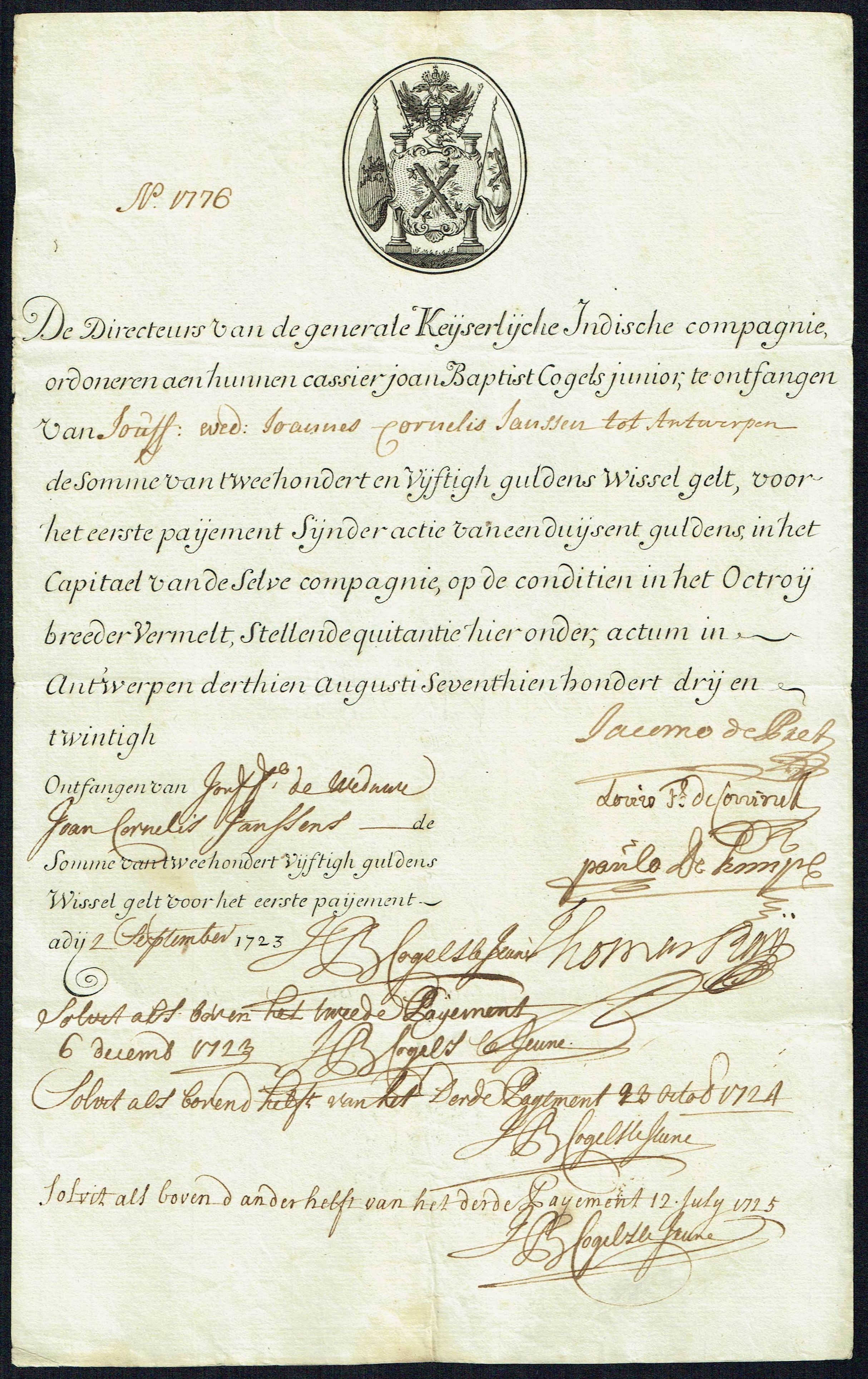
Action de la Compagnie d'Ostende en date du 2 septembre 1723

Dans l’entretemps, le 19 décembre 1722, l'empereur promulgue la charte de la Compagnie impériale et royale des Indes, établie dans les Pays-Bas autrichiens sous la protection de Saint-Charles. Les bateaux voyagent sous le pavillon impérial et royal. Le capital de la compagnie est de 6 millions de florins, représentés par 6 000 actions de 1 000 florins. La compagnie est placée sous la direction de sept directeurs domiciliés dans les Pays-Bas méridionaux.
En 1726, le subrécargue André Lansweert élabore un projet de traite négrière entre Fort Dauphin (Madagascar) et l'île brésilienne de Fernando de Noronha. Une mission de prospection effectuée en 1728 par deux navires de la compagnie suggère un plan de plus grande envergure : établir sur l'île brésilienne une exploitation coloniale composée de plantations à cultiver par quatre à six cents esclaves africains. La dissolution de la compagnie viendra à bout de ce projet.
Le commerce continue - avec succès - malgré les conflits et l’hostilité des Anglais et des Hollandais. Intrigues et pressions de ses grandes rivales augmentent au point que, au congrès d’Aix-la-Chapelle de 1727, l’empereur du Saint-Empire qui y perd le soutien de l’Espagne doit accepter certaines restrictions. Si la factorerie de Bankibazar est confirmée, aucun navire ne peut y être envoyé d’Ostende durant sept ans.
Les Ostendais obtiennent la permission d’ouvrir une factorerie à Balasore. Ce qui est également entravé par les Anglais et Hollandais, ces derniers n’hésitant pas à payer le faufdar local pour qu’il expulse les marchands.
En 1730 les rives du Hooghly fourmillent de marchands, déserteurs et aventuriers européens qui cherchent fortune, employés par l’une ou l’autre Compagnie. L’un d’eux est l’Anversois François de Schonamille qui se déclare chef de Bankibazar. L’Empereur se tourne vers les Danois, les Suédois et les Polonais pour former ligue avec eux. Schonamille cherche localement à négocier avec le cartel anglo-hollandais. En vain.
Finalement, et en échange de l'acceptation par l'Angleterre de la Pragmatique Sanction, Charles VI renonce à la Compagnie d’Ostende et met officiellement fin à ses activités (1731). Cette décision n’est connue que plusieurs années plus tard au Bengale. Des navires ostendais arrivent régulièrement à Bankibazar jusqu’en 1733 malgré le blocus hollandais. Un voyageur français constate en 1734 que le drapeau impérial du Saint-Empire flotte toujours sur la factorerie de Bankibazar.
Dans sa correspondance (en 1735 et 1739) Dupleix fait encore mention de la Compagnie d’Ostende mais pour en décrire sa situation comme désespérée. Elle n’a ni argent ni navire. Jusqu’en 1744 Schonamille et quelques autres Ostendais vivent de l’aide reçue des Danois et Suédois.
En 1744, encouragé par les Hollandais, le faujdar de Hooghly impose une amende à Bankibazar pour collusion avec les marchands marathes, ce que dénie Schonamille qui refuse de payer. S’ensuit un nouveau conflit armé. Une première attaque des forces du faujdar est repoussée. Mais manquant de ressources Schonamille est défait lors d’une seconde attaque par des forces confortées. Il prend la fuite en Birmanie où, semble-t-il, il meurt de mort violente. Bankibazar est pillé et le drapeau impérial du Saint-Empire est enlevé. C’est la fin effective de Bankibazar et de la Compagnie d’Ostende.
Celle-ci fut cependant extrêmement rentable, et les actionnaires récupérèrent 166 % de leur mise à la dissolution de la compagnie.

## Personnalités
Parmi les capitaines de la Compagnie d'Ostende :
- Guillielmo de Brouwer, un des plus brillants marins de la compagnie. Ainsi en 1727, attaqué par une flotte de pirates chinois en revenant de Canton, il parvint à l'anéantir, au grand bonheur des villages riverains.
- François de Schonamille (nl)

## Fiction
La ville d'Ostende de cette époque, comme la création de la Compagnie d'Ostende, sont évoqués dans le roman de Jan Van Dorp intitulé Flamand des vagues.